# Leone de Simone
Leone dei Simeoni (o de' Simeoni o de Simone; ... – luglio 1469) è stato un vescovo cattolico italiano.
Noto per essere stato il consacrante principale del cardinale Oliviero Carafa, a sua volta consacratore di papa Paolo IV. Alcune ipotesi lo pongono quindi come possibile vertice della Linea Rebiba, se fosse provato il rapporto genealogico tra papa Paolo IV e il cardinale Rebiba, sebbene l'assenza di documentazione certa non permette di affermarlo con sicurezza.

## Biografia
Non si conoscono il luogo e la data di nascita di Leone e in generale le informazioni biografiche sul suo conto sono scarse.

### Vescovo di Nola
Fu consacrato vescovo di Nola il 23 marzo 1442, carica che mantenne fino alla morte, avvenuta nel luglio del 1469. Il 29 dicembre 1458 a Torre del Greco partecipò quale principale consacrante, insieme al vescovo di Acerra, Leone Cortese e il vescovo di Dragonara, Benedetto, alla consacrazione dell'arcivescovo di Napoli Oliviero Carafa.

## Genealogia episcopale e successione apostolica
La successione apostolica è:
- Cardinale Oliviero Carafa (1458)